# Religião étnica

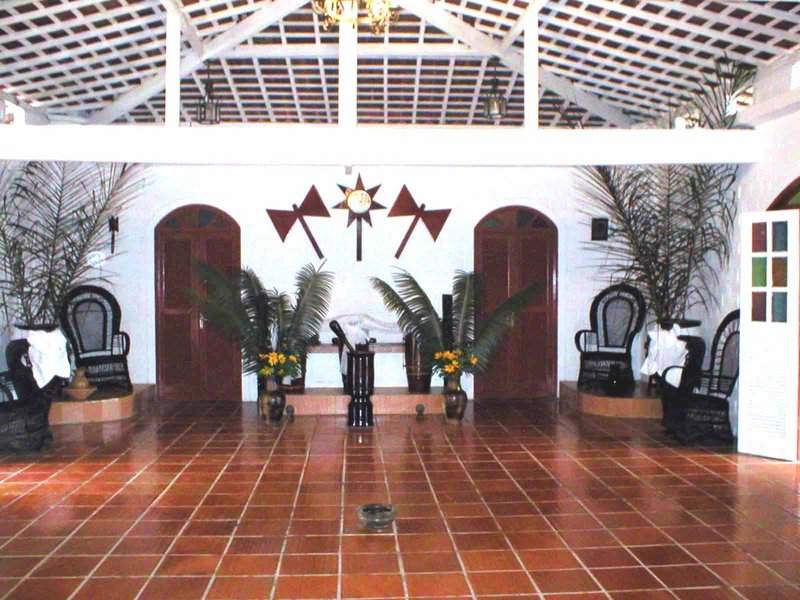
Barracão de candomblé em Pernambuco, Brasil. O candomblé é um exemplo de religião étnica.

Religião étnica é um termo que pode incluir religiões civis oficialmente sancionadas e organizadas com um clero organizado, mas que são caracterizadas pelo fato de que seus adeptos em geral são definidos por uma etnia em comum e a conversão, essencialmente, equivale a uma assimilação cultural para o povo em questão. Em contraste a isso estão os "cultos imperiais", que são definidos por influência política separada da etnicidade. Um conceito que se sobrepõe em parte a esse termo é o de religião folclórica (ou religião popular), que refere-se a costumes religiosos étnicos ou regionais, sob a égide de uma religião institucionalizada (por exemplo, o cristianismo folclórico). Adeptos de uma religião étnica podem constituir um grupo etno-religioso.
O site Adherents.com cita cálculos de Barrett, feitos em 2001, para fazer uma estimativa demográfica das religiões mundiais e estima em 457 milhões os seguidores de "religiões tribais", "étnicas" ou "animistas", incluindo as religiões tradicionais africanas, mas excluindo a religião popular chinesa ou o xintoísmo.

## História

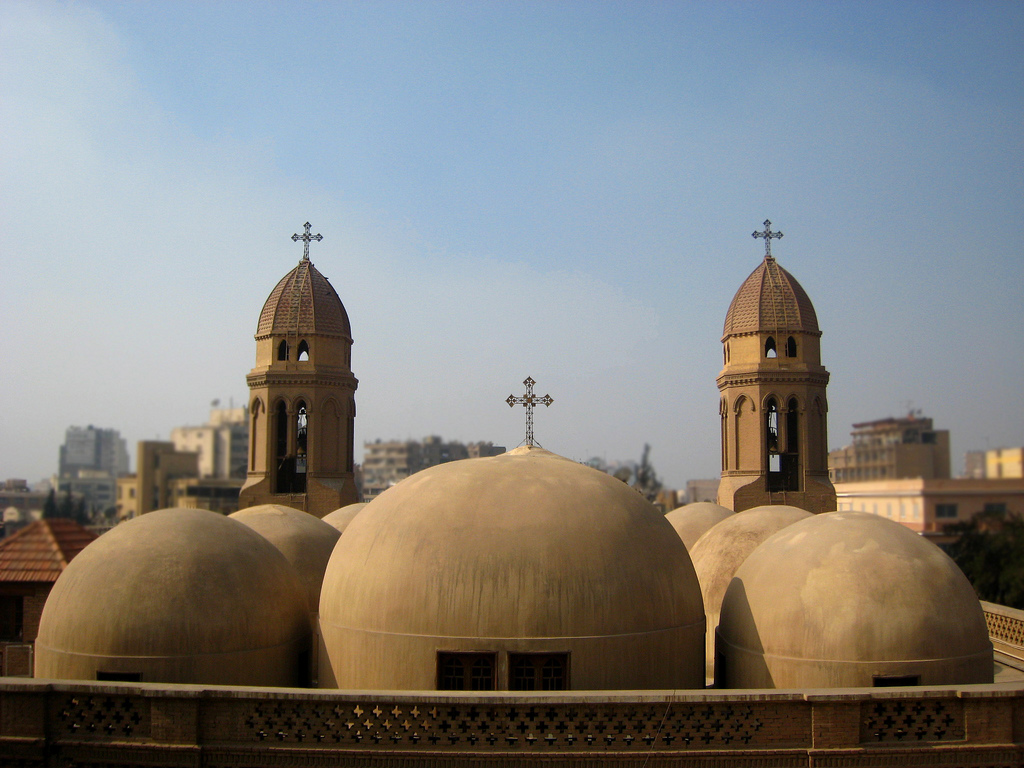
Igreja Ortodoxa Copta no Egito.

Na antiguidade, a religião era um fator de definição de etnicidade, juntamente com outros aspectos culturais, como o idioma, costumes regionais, trajes, entre outros. Com a ascensão do cristianismo, islamismo e budismo, as religiões étnicas passaram a ser marginalizadas como "restos" de tradições de áreas rurais e passaram a ser referidas como "paganismo" ou "idolatria". A noção de gentios ("nações") no judaísmo reflete esse estado de coisas, ou seja, a suposição implícita de que cada nação terá a sua própria religião. Exemplos históricos incluem o politeísmo germânico, celta, eslavo e a religião grega pré-helenística.

## Características
Com o tempo, até mesmo religiões já estabelecidas podem assumir traços locais e, em certo sentido, podem ser revertidas para uma religião étnica. Isto tem acontecido principalmente no curso da história do cristianismo, que viu o surgimento de igrejas nacionais com características étnicas, como germânicas, etíopes, armênias, sírias, grega, russa e outras. O termo religião étnica é, portanto, também aplicado a uma religião estabelecida em um lugar em particular, mesmo que seja uma expressão regional de uma religião mundial muito mais ampla. Por exemplo, o hinduísmo no Caribe tem sido considerado uma religião étnica por parte de alguns estudiosos, porque os hindus em Trinidad, Guiana e Suriname se consideram um grupo étnico distinto. Igrejas cristãs coreanas nos Estados Unidos têm sido descritas como uma religião étnica, porque elas estão intimamente relacionados com a identidade étnica dos imigrantes norte-americanos coreanos.
Alguns estudiosos classificam certas religiões como universais pois elas buscam aceitação em todo o mundo e procuram activamente novos convertidos, enquanto as religiões classificadas como étnicas são identificadas com um determinado grupo étnico e não procuram convertidos.
O judaísmo é considerado uma religião étnica por alguns autores. O hinduísmo como um todo é mais classificada como uma das religiões mundiais, mas algumas correntes do nacionalismo hindu tomam-no como característica de uma etnia ou nação indiana ou hindu.